# Siedliszczki (powiat świdnicki)
Siedliszczki – wieś w Polsce położona w województwie lubelskim, w powiecie świdnickim, w gminie Piaski.
W latach 1975–1998 miejscowość należała administracyjnie do województwa lubelskiego.
Wieś jest sołectwem w gminie Piaski. Według Narodowego Spisu Powszechnego z roku 2011 wieś liczyła 316 mieszkańców.

## Historia
W wieku XV wieś notowana jako „Zedliska” i „Szedliska”, nazwy te pojawiają się przy okazji opisu rozgraniczenie Fajsławic w roku 1452.
W 1476 r. pisano wieś „Syedliska”, zaś w 1477 r. „Szyedlyska”, podobna zlatynizowana forma nazwy występuje u Długosza (Długosz L.B. t.II s.549). Obecnie brzmiąca nazwa Siedliszczki pojawia się w spisie z roku 1827.
Siedliszczki w wieku XIX stanowiły wieś i folwark w powiecie lubelskim, gminie i parafii Piaski. Wieś odległa od Lublina 23 wiorsty. Według spisu miast, wsi, osad Królestwa Polskiego z roku 1827 było we wsi 16 domów i 146 mieszkańców. W roku 1877 folwark Siedliszczki posiadał rozległość 1331 mórg. Wieś folwarczna Siedliszczki posiadała osad 17 z gruntem 169 mórg.
7 października 2011 Wikana Bioenergia Sp. z o.o. (obecnie: Bioenergia Plus Sp. z o.o.) kosztem 15 mln zł uruchomiła we wsi biogazownię o mocy 0,99 MW. Głównymi elementami kompleksu elektrowni są dwa zbiorniki fermentacyjne, jeden zbiornik pofermentacyjny oraz moduł kogeneracyjny. Biogaz wytwarzany jest w procesie rozkładu biomasy pochodzenia rolniczego.